# 窄体石龙子
窄体石龙子（学名：Oligosoma gracilicorpus）是一种神秘的石龙子。已知仅有一个标本于新西兰北岛采集，其地点可能分布于霍基昂阿的附近，该物种亦可能是毛利传说中的Kawekaweau或koeau的原型，但两者的描述并不相符。
IUCN曾将窄体石龙子列为数据缺乏，但现在其将它们归类为Oligosoma homalonotum的异名。